# 长腹蝎蛉属
长腹蝎蛉属（学名：[Leptopanorpa] 错误：{{Lang}}：文本有斜体标记（帮助））昆虫纲长翅目蝎蛉科的一属，分布于印度尼西亚的爪哇、苏门答腊和巴厘岛等地，目前确定约有14个物种。模式种为里策马长腹蝎蛉（L. ritsemae）。

## 属征
长腹蝎蛉属昆虫成虫喙部细长，复眼较宽。前翅1A和2A之间的仅具有1条横脉。雄性成虫腹部各节明显延长，第3节背中突长棒状，第4节后背突圆钝、不弯曲，生殖球具有明显基柄。

## 物种
- 线尾长腹蝎蛉 Leptopanorpa filicauda
- 林氏长腹蝎蛉 Leptopanorpa linyejiei
- 里策马长腹蝎蛉 Leptopanorpa ritsemae
- 短尾长腹蝎蛉 Leptopanorpa cingulata
- 细尾长腹蝎蛉 Leptopanorpa nematogaster
- 夏庞蒂埃长腹蝎蛉 Leptopanorpa charpentieri
- 雅各布森长腹蝎蛉 Leptopanorpa jacobsoni
- 爪哇长腹蝎蛉 Leptopanorpa javanica
- 状长腹蝎蛉 Leptopanorpa robusta
- 派纹长腹蝎蛉 Leptopanorpa pi
- 黑尾长腹蝎蛉 Leptopanorpa inconspicua
- 彼得森长腹蝎蛉 Leptopanorpa peterseni
- 萨拉甘长腹蝎蛉 Leptopanorpa saragana
- 满者伯夷长腹蝎蛉 Leptopanorpa majapahita